# توماس كوك (لاعب كرة قدم)
توماس كوك (15 مايو 1998 في هولندا - ) (بالهولندية: Thomas Kok)‏ هو لاعب كرة قدم هولندي في مركز الدفاع. لعب مع فيلم تو تيلبورغ.

## وصلات خارجية
- توماس كوك (لاعب كرة قدم) على موقع اتحاد النرويج (النرويجية)
- توماس كوك (لاعب كرة قدم) على موقع قاعدة بيانات كرة القدم.إي يو (الإنجليزية)
- توماس كوك (لاعب كرة قدم) على موقع Soccerway.com (الإنجليزية)
- توماس كوك (لاعب كرة قدم) على موقع عالم كرة القدم.نت (الإنجليزية)